# رمان (فیلم)
«رمان» (انگلیسی: Novel (film)) یک فیلم است که در سال ۲۰۰۸ منتشر شد.